# Wellenstein
Wellenstein (luxembourgsk: Wellesteen) er en kommune og et byområde i Luxembourg. Kommunen, som har et areal på 7,42 km², ligger i kantonen Remich i distriktet Grevenmacher. I 2005 havde kommunen 1.297 indbyggere. 
49°31′25″N 6°20′30″Ø / 49.5236°N 6.3417°Ø